# Alphonse Sormany
Pour les articles homonymes, voir Sormany.
Alphonse Sormany (né le 31 mars 1880, décédé le 5 mars 1943) était un médecin et homme politique canadien.

## Biographie
Alphonse Sormany est né en 1880 à Lamèque. D'abord médecin, il fut élu député libéral à l'Assemblée législative du Nouveau-Brunswick le 3 mars 1908. Il occupa ce poste jusqu'en 1912, où il retira sa candidature. Il déménagea ensuite à Shédiac, en 1911. Il fut élu maire de cette ville pour un premier mandat de 1920 à 1921, un deuxième de 1933 à 1936 et troisième de 1939 à 1940. Il mourut le 5 mars 1943.